# Barycz (Brzozów)
Pour les articles homonymes, voir Barycz.
Barycz est une localité polonaise de la gmina de Domaradz, située dans le powiat de Brzozów en voïvodie des Basses-Carpates.